# Emma Livry
Emma Livry, egentligen Emma-Marie Emarot, född 24 september 1841 i Paris, död 26 juli 1863 i Neuilly-sur-Seine, var en fransk ballerina.
Emma Livry var den sista ballerinan inom den romantiska balettepoken. Hon kan jämföras med ballerinor som Marie Taglioni, Fanny Cerrito, Fanny Elssler och Carlotta Grisi. 
Livry gjorde sin debut år 1858 i Sylfiden på Parisoperan. Hon gjorde succé och kom att bli en av Marie Taglionis skyddslingar. Taglioni stod för Livrys koreografi i Le Papillon.
Under en repetition för baletten La Muette de Portici i november år 1862, kom Livry för nära en gaslampa på scenen och hennes balettklänning fattade eld. Hon fick svåra brännskador och avled åtta månader senare, 21 år gammal. Hon är begravd på Montmartre-kyrkogården.